# باتوسرا
باتوسرا (نام علمی: Batocera) نام یک سرده از تیره سوسک‌های شاخک‌دراز است.